# 吉田庸徳

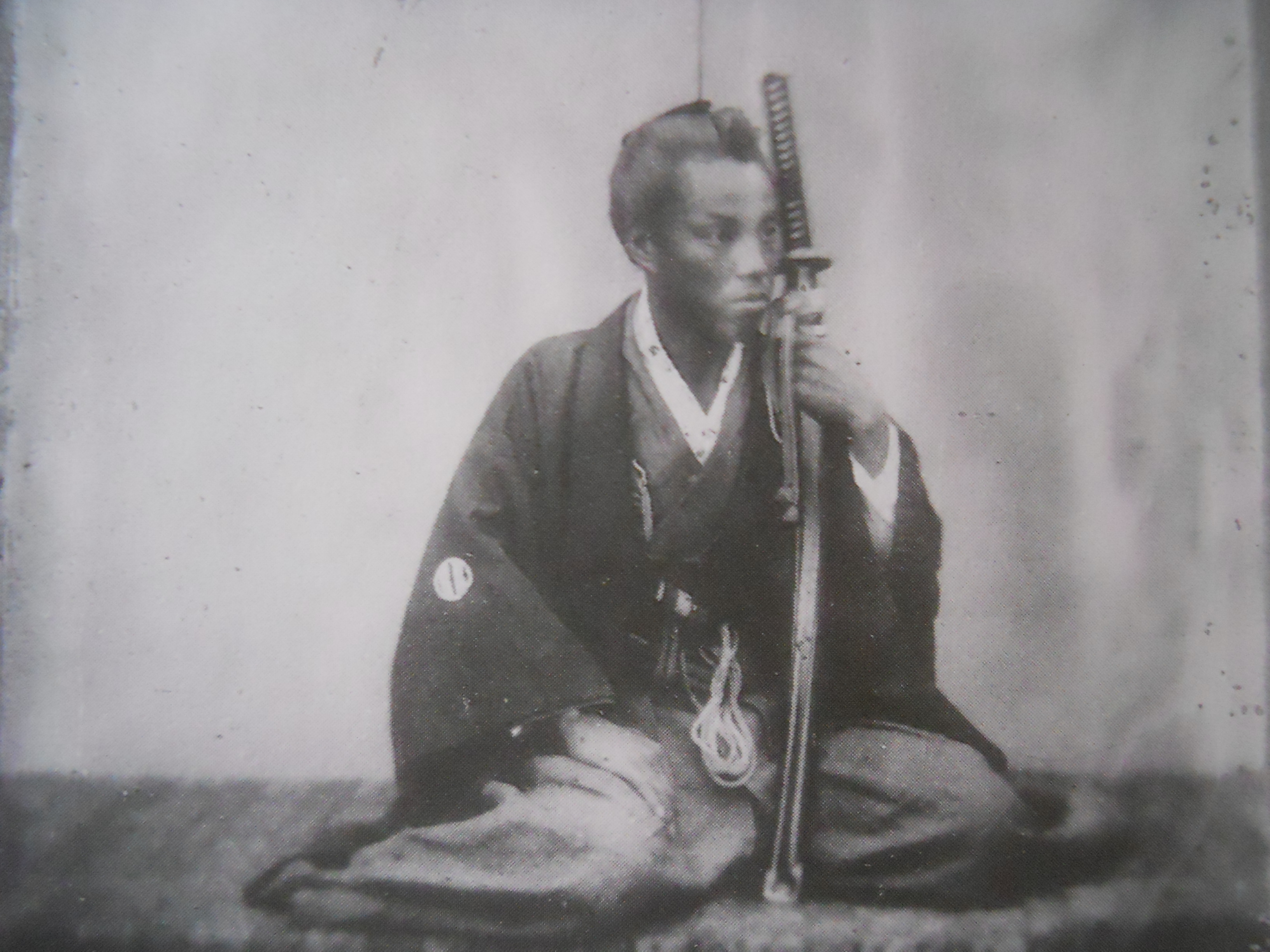
吉田庸徳（慶応4年（1868年）、下岡蓮杖撮影）

吉田 庸徳（よしだ ようとく、弘化元年（1844年） - 明治13年（1880年）は、幕末期の忍藩士。
忍藩士吉田八十五郎の元で生まれる。忍藩の田中算翁から数学を、芳川春涛から英語を学んだ。その後、江戸で大鳥圭介に洋学を学ぶ。文久元年（1861年）に、忍藩藩校培根堂教授となった。維新後、上京し、本所に学校設立を計画するも、1880年、病死。